# Kourach

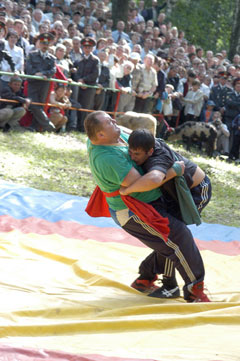
Kourach.

Le kourach (ou kurash, mot ouzbek signifiant « lutte ») est un style de lutte traditionnelle d'Asie centrale, où il est un élément important des fêtes de Sabantuy, Akatúj et Djien. Il est pratiqué notamment en Ouzbékistan et au Tatarstan. La spécificité de ce type de lutte est que les lutteurs se saisissent de leur adversaire au moyen de serviette. 
C'est surtout son grand dynamisme, sa vitesse d'exécution et son côté spectaculaire qui le rendent populaire. Son style et la veste utilisée le font ressembler au « judo traditionnel », mais il est bien plus ancien. C'est un sport très apparenté au judo, ainsi qu'au sambo (russe) qu'il a inspiré.

## Histoire
Le Kourach serait vieux de plus de 3 500 ans, et selon les versions, trouve ses origines en Ouzbékistan, ou au Tatarstan et en Bachkirie. Il est mentionné dans l'épopée ouzbèke Alpamych, et on retrouve sa trace dans les dessins et écrits au XIVe siècle au temps de l'empereur Tamerlan. Ce sport est très pratiqué en Ouzbékistan où les tournois rassemblent des milliers de spectateurs (jusqu'à 30 000 à Tachkent, la capitale).
Depuis la chute de l'URSS et l'indépendance de la République d'Ouzbékistan, un ancien judoka et samboïste célèbre dans son pays, Komil Yusupov, a réunifié les différents styles régionaux de lutte et en a fait un sport international, codifié et exportable sur toute la planète. C'est ainsi qu'est né, en 1997, l'International Kurash Association (IKA), nouvelle fédération internationale qui compte, en 2007, 82 nations affiliées.

## Championnats
Les tournois internationaux, championnats continentaux et mondiaux se déroulent régulièrement à travers le monde. Son introduction récente aux Jeux asiatiques et africains en tant que sport de démonstration le pose comme un futur prétendant aux Jeux olympiques.  Le kourach fait aussi partie des disciplines des Jeux mondiaux nomades.

## Règles
Les règles établies par la Fédération de Kourach de Russie définissent que le temps net d'un match par catégorie de lutteurs :
- 4 minutes pour les hommes ;
- 3 minutes pour les adolescents et les hommes de plus de 35 ans ;
- 2 minutes pour les enfants, les femmes, et les hommes de plus de 56 ans.

Une sous-catégorisation des lutteurs en fonction de leur poids est appliquée. Le sport se pratique sur un tapis de 5 cm d'épaisseur ; la zone de combat est définie par un cercle de 9 m de diamètre, ou parfois un carré de 9 m de côté.
L'évaluation d'une rencontre de kourach peut-être faite de deux façons : par victoire nette, et/ou par décompte des points. Une victoire nette est accordée si un lutteur arrive à renverser ou à faire rouler son adversaire sur le dos, ou en position de renversement, ou en cas de différence de scores de plus de cinq points. Une victoire nette est également accordée au bout de trois avertissements si l'adversaire fuit le combat. La comptabilisation des points est proche de celle du judo, et se fait comme suit :
- 2 points pour une prise renversant l'adversaire sur le côté au point que son épaule ou son omoplate touche le tapis ;
- 1 point pour une prise renversant l'adversaire sur la poitrine, le ventre, les hanches, les fesses, les genoux, ou à quatre pattes ;
- Si lors d'un mouvement d'attaque, le lutteur sort du cercle, mais y retourne avant la fin de son attaque, alors les points sont comptés normalement ;
- Si lors d'un mouvement d'attaque, le lutteur tombe sur le dos, on ne lui accorde pas de points.

Le kourach n'autorise pas de combat au sol ni d'attaques des bras sur les jambes; les mouvements suivants sont interdits :
- Les divers coups portés sur l'adversaire, qu'ils soient portés avec les mains, les genoux ou la tête ;
- Les griffures ;
- Les prises sur les doigts de l'adversaire ;
- Le fait de pousser son adversaire ;
- Le fait d'appuyer avec les mains sur le visage ou la poitrine de l'adversaire ;
- Le fait de se mettre à genoux ou s'asseoir ;
- Lors d'une prise, le fait d'appuyer avec ses poings sur le ventre ou les flancs de l'adversaire ;
- Le fait de faire sortir exprès son opposant de la zone de combat ;
- Les prises en dessous de la ceinture à l'aide de la serviette ;
- Le fait d'éviter à dessein les prises adverses ou d'essayer de les esquiver, Le fait d'attraper son adversaire par les vêtements, etc.

## En France
En France, en janvier 2007, a été créé un Comité national français de lutte kourach (CNFLK), à l'initiative de Bernard Cabos-Duhamel. Ce comité, qui travaille en relation avec la Fédération française de lutte (FFL), s'appuie sur l'UFOLEP (fédération affinitaire) pour son développement. C'est à Bayonne, dans le sud-ouest de la France, que l'on trouve le premier club de Kourach, l'Association Borroka 64 (« Borroka » voulant dire « lutte » en basque).